# Komínový syndrom
Jako komínový syndrom (anglicky Smokestack Syndrome) se označuje degradace životního prostředí prostřednictvím širokého rozšíření perzistentních látek.

## Charakteristika a příčiny
Tento syndrom zahrnuje druhotné efekty, které doprovázejí ukládání emisních látek v životním prostředí, ve vodě a vzduchu. Příčinou tohoto problému je nevhodnost strategie snadného a jednoduchého zbavování se nežádoucích látek tím, že se jako jemné částice distribuují do prostředí nebo tím, že se v prostředí (vodě, vzduchu) značně zředí. Avšak množství látek znečišťujících ovzduší se vysokými komíny neeliminuje – problém se pouze přesune do jiných regionů vzdálených od průmyslové aktivity.
V závislosti na typu emisí a fyzikálně-chemických vlastnostech látek v prostředí může být výsledné rozšíření lokální (typické pro prach), regionální (typické pro NH3, SO2 a NOX) nebo globální (typické pro CO2, CFC). Látky jsou na dlouhé vzdálenosti transportovány primárně prostřednictvím atmosféry nebo skrze pohybující se masy vody. Dopad na životní prostředí se rozlišuje podle toho, zda mají znečišťující látky efekt na životní prostředí ihned po svém rozptýlení (např. ubývání ozonu způsobené CFC, zvýšení skleníkového efektu kvůli emisím CO2) nebo poté, co se naakumulují (kyselé obohacení půd resultující z emisí NH3, SO2 a NOX, akumulování stálých pesticidů v potravinovém řetězci). 
Příkladem toho, jak syndrom funguje, je celosvětový dopad člověkem způsobeného skleníkového jevu způsobeného emisemi skleníkových plynů (CO2, CH4 atd.). Změna chemického složení zemské atmosféry (zvláště v důsledku užívání fosilních paliv) může být minimální v absolutních číslech, ale má význam pro radiační rovnováhu Země a tedy pro globální klima. 
Podobný případ se týká ubývání ozonové vrstvy. Velmi malá množství vysoce reaktivních látek (CFC) způsobila neočekávaně silné a rozsáhlé rozrušení chemických procesů v atmosféře vedoucích ke zvýšení množství ultrafialového záření pronikajícího atmosférou, což má za následek ohrožení lidského zdraví a ekosystémů. V důsledku celosvětových opatření by se ubývání mělo zastavit v nejbližší době a k obnovení ozonové vrstvy mělo dojít v polovině 21. století.
Okyselování půdy poskytuje další ilustraci toho, jak syndrom funguje: emise látek SO2 a NOX způsobujících okyselování, jež mají původ v emisích především energetického a dopravního sektoru, vede k zvýšené depozici sírových a dusíkatých kyselin v ekosystémech s následným efektem okyselování půd. Tyto procesy jsou jednou z hlavních příčin odumírání lesů ve střední Evropě, což byl dříve neznámý fenomén.

## Symptomy
K symptomům komínového syndromu se řadí ztráta biodiverzity, eutrofizace ekosystémů, úbytek stratosférické ozonové vrstvy, zvýšená úroveň ultrafialového záření dopadajícího na zemský povrch, zvýšení skleníkového efektu, regionální a současná změna klimatu, zvýšení hladiny moří, kyselý déšť, kontaminace půd a podzemní vody s dopadem na zdroje pitné vody.